# Штандер
Штандер — дитяча гра з м'ячем для трьох і більше гравців.

## Опис гри
Один з варіантів правил: Діти стоять по колу, а в центрі — ведучий. Він кидає вгору м'яч і промовляє: «Штандер, штандер, штандер, Оля!» Діти розбігаються у різні боки. Кого називають, ловить м'яч і вигукує слово: «Штандер». Всі, хто грають, зупиняються на місці, а той у кого м'яч, кидає його в будь-якого гравця. Якщо влучить м'ячем, гравцю зараховується очко. Коли гравець набирає три очки, його «женять». На пальцях називають імена (хлопцеві — дівчат і навпаки). І він у грі уже не зі своїм іменем, а з новим. Хто забудеться, та назве не те ім'я, то йому зараховується штрафне очко.
2011 року від вчительки Вікторії Віталіївни Власюк, уродженки села Яришів Могилів-Подільського району Вінницької області було записано такий варіант гри: На галявині збираються хлопчики та дівчатка, вони мають м'яча. Стають у невелике коло. Один гравець бере в руки м'яч, підкидає його угору і при цьому вигукує «штандер» ім'я іншого гравця. Той гравець має підбігти й зловити м'яч. Якщо цей гравець зловить м'яч, то далі він підкидає м'яч. Коли ж ні, то стає на штрафний майданчик.